# Royaume de Majorque
1229–1715
Entités précédentes :
- Îles orientales (Almohades)

Entités suivantes :
- Royaume d'Espagne
- Royaume de France (Roussillon)

Le royaume de Majorque désigne un gouvernement né de la conquête de Majorque par le roi Jacques Ier d'Aragon en 1229, lors de la Reconquista. L'île de Majorque forme sa base géographique. Le testament du souverain conquérant en 1262 amplifie son sens politique, en léguant ce royaume au cadet, l'infant Jacques ou Jaume ; l'aîné Pierre obtient la couronne d'Aragon.
Cette scission testamentaire porte en germe la fin du royaume indépendant de Majorque.
À la mort de Jacques Ier d'Aragon en 1276 naît donc le royaume de Majorque. Aux années 1343 et 1344, dates de reconquête militaire et d'annexion aragonaises, se joignent le traité de 1347 puis les acquisitions par le roi de France, des seigneuries excentrées de Carlat et Montpellier en 1348-1349, pour conduire finalement à sa réunion définitive à la couronne d'Aragon. Ceci clôt la page du royaume indépendant, souvent précaire et tumultueuse.

## Un royaume fruit de conquêtes, émaillé de terres lointaines

### Un royaume centré sur Majorque
Ce premier royaume de reconquête, dit « de Majorque » s'étend sur l'ensemble des îles Baléares (y compris les Pityuses). La conquête de l'île dure de 1229 à 1232. Ibiza est conquise durant l'été 1235 alors que Minorque est déjà contrôlée en 1231 par l'obtention d'un « tribut annuel mahométan ».

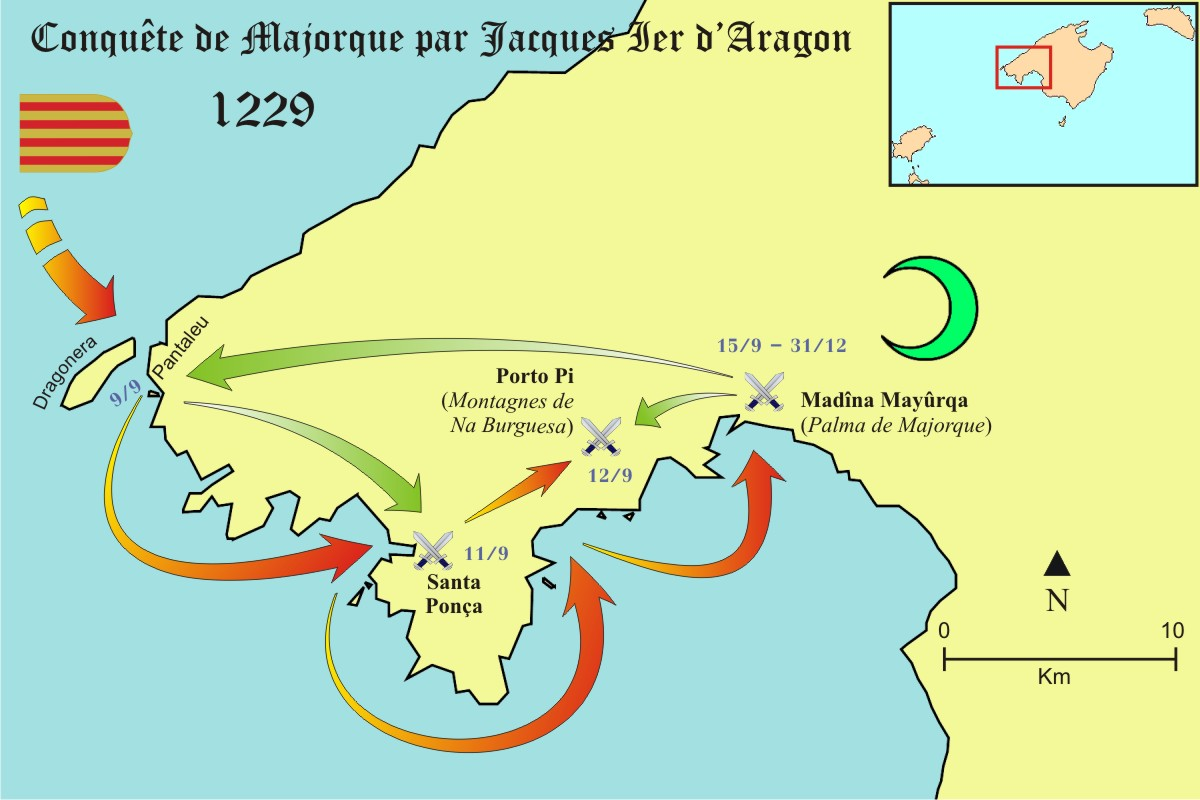
Conquête de Majorque

En 1231, le roi Jacques Ier d'Aragon ou Don Jaime confie la seigneurie de l'île de Majorque à son cousin l'infant Pedro de Portugal, grand seigneur entré au service de la couronne d'Aragon en 1228.

### Un gouvernement contesté
La politique du gouverneur Pedro, seigneur de Majorque ainsi que d'Ibiza un court moment au nom du roi, se révèle davantage déterminée par sa carrière d'affairiste, de meneur de guerre et de mercenaire, de marchand d'esclaves, que par le bien public. Il instaure un monopole sur les salines et accapare des biens. Les plaintes répétées de nobles sujets et des dignitaires religieux, plus que des paysans, amènent sa disgrâce. Elle sera temporaire.
Le roi Jacques Ier d'Aragon lui retire ses pouvoirs en 1244, les échangeant contre des seigneuries valenciennes.
Débarrassé de ce potentat, le roi dote l'île d'institutions spécifiques et d'espaces de tolérance religieuse, en suivant l'ancien modèle sicilien. Mais, répondant à la supplique du prince Pedro devenu courtisan et chef du parti aragonais, il lui confie de nouveau la direction des îles en 1254. Elle prend la forme d'un mandat de gouverneur, afin d'éprouver la solidité des récentes institutions. À la mort de l'infant Pedro en 1256, la seigneurie des îles est déjà une possession assurée du roi.

### Une période de développement

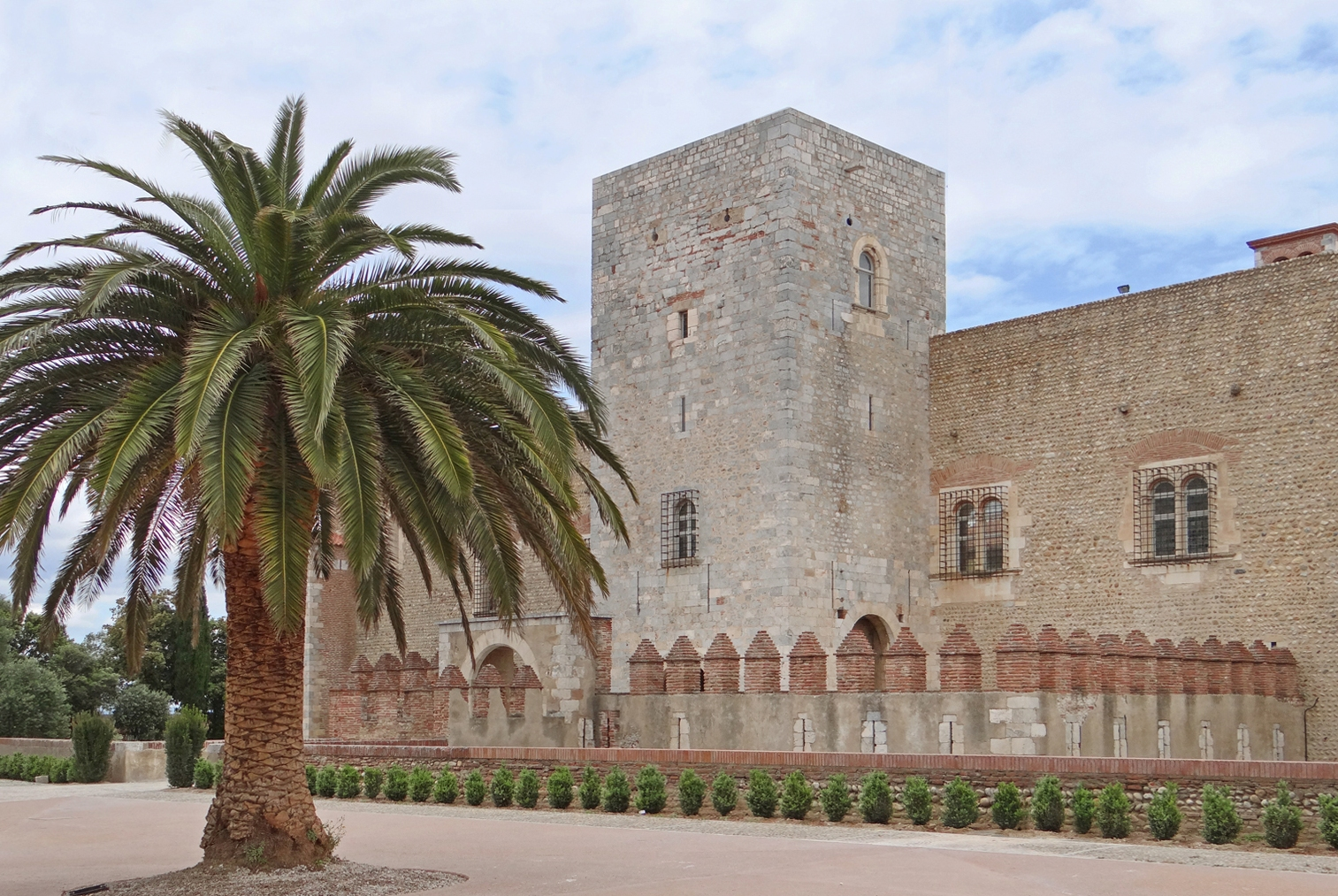
Le palais des rois de Majorque à Perpignan.

Les îles conquises restent un lieu actif du commerce méditerranéen, y compris une plaque tournante du commerce d'esclaves. Elles sont le lieu d'un commerce maritime intense, point d'échange de l'huile d'olive sévillane ou andalouse, des figues de Murcie ou d'Alcudia, avec les vins de Grèce ou de Calabre, des minerais métalliques, en particulier de fer de la mer Méditerranée occidentale et du sel d'Ibiza. La main d'œuvre libre est catalane, l'emprise politique et noble est aragonaise. Dans les villes importantes s'installent en ce siècle les ordres franciscains et dominicains.
L'expression « royaume de Majorque » désigne la construction politique née du testament en 1262 au bénéfice du second fils de Jacques Ier, le roi Jacques II de Majorque, qui rassemble :
- l'île de Majorque l'"une des plus belles terres, sur laquelle repose la plus belle ville du monde (Palma)" selon les chroniqueurs italiens, associée selon les préliminaires testamentaires de 1262 aux îles Cabrera et Piteuses (ou Pityuses : Ibiza et Formentera), Minorque ;
- les comtés de Roussillon et de Cerdagne et leurs dépendances ;
- les fiefs tenus au nom du défunt par les comtes de Foix et d'Ampurias ;
- les villes de Collioure et de Montpellier, cette dernière avec sa seigneurie ;
- la vicomté de Carlat en Haute-Auvergne.

Jacques II — le cadet se fait d'ailleurs appeler Jacques Ier de Majorque — durant son long et difficile règne de 1276 à 1311 règne de manière autonome et sans contrainte sur cet héritage en 1276 à la mort de son père.
La cité du Roussillon, Perpignan est la capitale de ce royaume. Il y fait construire un château appelé palais des rois de Majorque, où siège le souverain. La vie de cour est d'abord luxueuse et splendide, dans un pays si merveilleux comme le suggère la chronique de Bernat Desclot au service de la couronne d'Aragon. A Collioure, le Château royal devient leur résidence d'été.
Le roi Jacques achève le château de Bellver. Il entreprend de construire une nouvelle capitale à Sineu. Il fonde les villes de Manacor, de Petra, de Llucmajor et de Felanitx. L'économie est prospère.

### Un royaume lui-même contesté
Mais le conflit de souveraineté est latent. Jacques II doit se reconnaître vassal de son frère aîné Pierre III d'Aragon au Traité de Perpignan (1279) qui entérine la cassation du testament paternel. Un conflit ouvert éclate ensuite au moment de la croisade d'Aragon où Jacques II prend le parti du roi de France, Philippe le Hardi.
En représailles, la couronne d'Aragon envahit en 1285 les Baléares.

## La domination aragonaise freinée par la France et par l'Italie

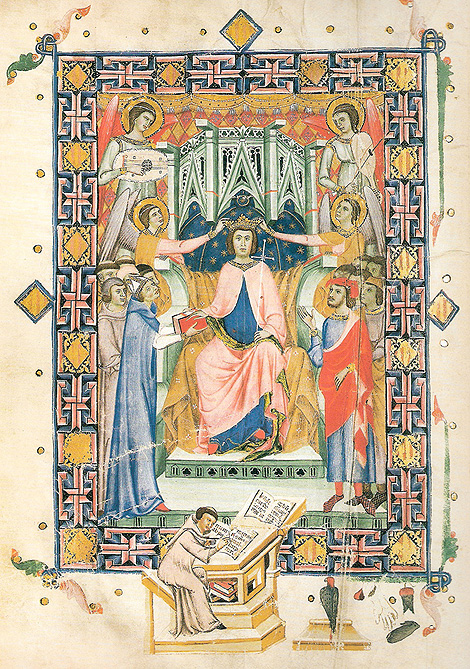
Livre des privilèges des rois de Majorque.

### Le rattachement contrarié du royaume de Majorque à la couronne d'Aragon
Alphonse III, le vainqueur, reprochant au perdant de s'être tourné contre lui lors de la croisade d'Aragon, lui confisque les îles de Majorque, d'Ibiza et de Formentera. Alphonse III, ennemi déclaré des Italiens, des Génois et des Pisans, occupe le royaume de Majorque de 1285 à 1298. Antisémite, il y multiplie les mesures coercitives et vexatoires contre les Juifs, de même que contre les arabo-musulmans, que Jacques Ier d'Aragon et son fils avaient fait respectivement protéger et tolérer.
Il saisit Minorque en janvier 1287, prétextant que l'île est retournée à la foi musulmane alors que la tolérance à l'égard de cette religion provenait d'un statut. Il y fait massacrer par des troupes une fraction des habitants qui refusent l'esclavage. L'opération suscite l'indignation des dignitaires italiens ainsi que des catalans modérés, respectueux des traités. Les meurtres n'ont pour seul but que d'assurer une plate-forme maritime vers la Sardaigne et la Sicile, au motif de gloire et de croisade.
La spoliation du royaume de Majorque, perçu comme bienveillant et ouvert, est désormais un sujet politique. Le traité d'Anagni de 1295 tranche : les îles doivent être restituées par le roi Jacques II d'Aragon à son possesseur légitime, augmentées de l'île de Minorque, pour compensation. Mais il faut attendre 1298 pour que la restitution soit effective. Le vieux roi chevaleresque retourne dans ses terres en 1299 et entame, sous l'égide de la diplomatie royale française, une réconciliation avec la dynastie d'Aragon.

### La succession s'affermit
Grâce à ses liens avec l'Italie riche en ressources, avec la Catalogne de Barcelone et de Valence, mais aussi avec le Nord de l'Europe (Flandres, Angleterre par la Manche, Irlande et Écosse par la mer d'Irlande), l'Afrique (traité pacifique de 1313 avec les souverains de Tūnez (Tunis), de Bougie, d'Alger, de Bône et de Collo), le royaume de Majorque s'épanouit dans le calme et la prospérité. L'érection et la décoration définitive du château de Bellver (ou de Belle-vue) en témoignent, comme le meilleur de l'œuvre du docteur illuminé franciscain, Ramon Llull (1232-1315).
Sanche, époux de Marie de Naples et cadet de Jacques II, succède à ce dernier.
Sanche Ier qui règne de 1311 à 1324 choisit de fixer une capitale-résidence au centre de Majorque à Sineu. Les régimes fiscaux particuliers se durcissent ; ils frappent en premier lieu les riches Génois cantonnés dans le barrio italiano de Palma, payant dix fois plus d'impôts que les autres sujets sans s'offusquer pour autant car ils contrôlent l'économie de l'île, et de manière tout aussi arbitraire les communautés juives des îles, qui gardent néanmoins un statut privilégié. Pour autant, le calme politique profite à l'économie majorquine.
Le roi Sanche, de santé fragile, meurt sans héritier légitime direct. Jacques II d'Aragon épris de revanche, rêve d'accaparer les îles.
La crise monarchique est évitée par le roi de France Charles IV. Celui-ci, tout en plaçant le conflit sur un plan diplomatique, soutient le neveu de Sanche, Jacques âgé de neuf ans ; il impose par son autorité un conseil de régence.
Jacques III, deuxième roi de Majorque à porter le prénom, est « héritier reconnu » comme le stipule l'accord entre les couronnes d'Aragon et Majorque. Il règne de 1324 à 1344. Au début de son règne est écrite la chronique de Ramon Muntaner.

### Une période de rayonnement
L'esprit de liberté économique et d'entreprise, allié à la faiblesse relative des impôts et à l'efficacité des fonctions régaliennes, maintiennent les îles comme places pivots des échanges commerciaux et culturels entre monde atlantique et méditerranéen. La puissance arago-majorquine atteint un sommet dans le champ de la construction navale et un perfectionnement corrélatif des arts techniques, notamment dans le textile, l'armement (arbalète, dispositif de projection naval), ou encore, la cartographie, avec l'École majorquine de cartographie. Les échanges intenses avec les côtes atlantiques, notamment normandes, bretonnes, saintongeaises, aquitaines ou anglaises, stimulent ces développements.  
Les rois d'Aragon n'ont alors de cesse à mettre les rois de Majorque sous leur vassalité, ce qui conduit à la rupture au milieu du XIVe siècle.
La querelle dynastique larvée explose avec l'impétueux Pierre IV d'Aragon, pourtant beau-frère de Jacques III. Il jette son dévolu sur la Castille et sur les Baléares. Après avoir tenu des promesses aux habitants des îles, l'habile roi les envahit en 1343. Cette prise de force des Baléares et des Pityuses se justifie simplement pour détrôner le roi Jacques III, désormais devenu le faible roi de Sineu.
De fait, Jacques III se voit dépourvu de tout soutien. L'implication progressive de la France dans un long conflit au nord, que l'Histoire du XIXe siècle récapitule en guerre de Cent Ans, la distrait des thèmes méditerranéens. Aussi Pierre IV ne se prive pas d'une entrée triomphale à Palma le 31 mai 1343.

### La conquête aragonaise du royaume de Majorque
Le roi Jacques se réfugie à Puigcerdà en décembre 1343. Le roi Pierre IV d'Aragon le poursuit et le dépouille en 1344 de ses comtés de Roussillon et de Cerdagne. Jacques cherche des appuis occitans, il engage ses seigneuries au roi Philippe VI de France, puis lui vend en 1349 sa dernière possession, la seigneurie de Montpellier afin d'obtenir des fonds. Il vise de reconquérir son royaume perdu par le rattachement des îles à la couronne d'Aragon en 1344.
Las, sa tentative échoue le 25 octobre 1349 à la bataille de Llucmajor, où il perd la vie sur la route de Campos.
Cette ultime et historique bataille, simultanée à l'ample épidémie européenne de peste noire, née aussi des conséquences de désenclavement entre Méditerranée et Atlantique, ne change rien, en pratique. Le royaume de Majorque est déjà intégré, avec ses particularités, à la couronne d'Aragon. Il le restera dans la monarchie espagnole, née ultérieurement de l'union entre les couronnes d'Aragon et de Castille.

### Vie de cour
Jacques III élabore une étiquette de cour stricte, régie par les Lois palatines. Celles-ci font école dans d'autres cours du Bas Moyen Âge. Roi régnant de 1325 à 1343, il résida à Perpignan, mais aussi à Palma et à Sineu dans l'île de Majorque.

## Survie fictive du royaume et légendes

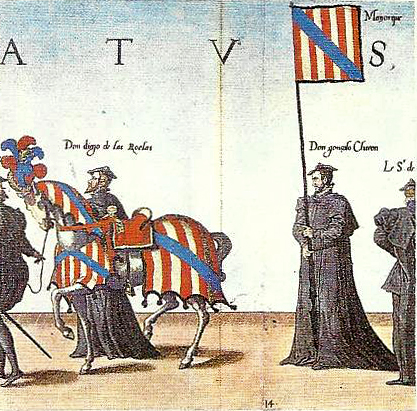
La bannière du royaume de Majorque portée lors de l'enterrement de Charles Quint en 1558.

Le royaume aragonais de Majorque existe néanmoins, juridiquement, jusqu'à son abolition par les décrets de Nueva Planta de 1716.
Au-delà du droit, il survit bien longtemps dans les têtes françaises et occitanes ; celles-ci s'estiment humiliées, en tant que premiers protecteurs de ce royaume indépendant, par l'emprise aragonaise. Il n'est pas innocent que le royaume de Majorque survive à Montpellier, au Languedoc ou en Roussillon comme un royaume de légende médiéval, au temps d'une puissance française mythifiée d'un éternel XIIe siècle. Inversement, cet attachement se trouve souvent présent chez les modestes migrants des Pityuses et des Baléares vers les rivages français, aux XIXe et XXe siècles. Le brassage de migration baléares en Algérie française n'y est pas étranger.
Dans le cas catalan, la puissance française déclinante fin XIIIe déploie davantage un rôle diplomatique. Les légendes et les histoires orales occitanes ont fait le reste.
En récupérant le Roussillon et la Haute-Cerdagne, les militaires du Grand-Roi ont réalisé en partie une première reconstitution nordique du royaume. La marine royale n'a pas poussé jusqu'aux îles majorquines au XVIIe siècle. Toutefois la guerre de succession d'Espagne, portant les Bourbons sur le trône d'Espagne a éteint cette revendication.